# Schizandrasca rubrifrons
Schizandrasca rubrifrons är en insektsart som först beskrevs av Matsumura 1931.  Schizandrasca rubrifrons ingår i släktet Schizandrasca och familjen dvärgstritar. Inga underarter finns listade i Catalogue of Life.